# Worca
Worca (ros. Ворца) – wieś (dieriewnia) w Rosji, w Udmurcji, w rejonie jarskim. W 2021 liczyła 228 mieszkańców.